# 9168 Саров
9168 Саров (9168 Sarov) — астероїд головного поясу, відкритий 18 вересня 1987 року.
Тіссеранів параметр щодо Юпітера — 3,476.